# Toshihiro Aoyama
Toshihiro Aoyama, född 22 februari 1986 i Kurashiki, är en japansk fotbollsspelare som sedan 2004 spelar i Sanfrecce Hiroshima. Sedan 2013 representerar han även Japans landslag. Aoyama var uttagen till VM 2014, där han spelade i 1-4-förlusten mot Colombia.

## Meriter
Sanfrecce Hiroshima
- J1 League: 2012, 2013, 2015
- J2 League: 2008
- Japanska supercupen: 2008, 2013

Japan
- Östasiatiska mästerskapet: 2013